# Раджараджа Чола I
Раджараджа Чола I (*ராஜ ராஜ சோழன, 947 —1014) — паракесарі (імператор) держави Чола у 985–1014 роках, відродив велич своєї династії.

## Життєпис

### Молоді роки
Походив з династії Чола. Син володаря Парнатки Чола II. При народжені отримав ім'я Арулможіварман. Замолоду відзначився у війнах проти царств Сінґала та Пандья. Після смерті свого старшого брата Адітьї став спадкоємцем трону. Втім після смерті батька у 970 році владу у державі перебрав дядько Арулможівармана — Мадхурантаґа, який зійшов на трон під ім'ям Уттама Чола. За час правління останнього Арулможіварман зберігав вірність правителеві. Тому після смерті у 985 році Уттами на родинній раді було визнано саме Арулможівармана спадкоємцем трону.

### Правління

#### Зовнішня політика
Після сходження на трон змінив ім'я на Раджараджу. Він поставив на меті піднести династію Чола, побороти усіх сусідів. Для цього він почав готувати сильну армію. Лише у 993 році виступив проти царств Пандья та Чера. У 994 році він розбив війська Вахскара Раві, володаря Чери, й захопив порт Кандалур. Згодом розбив об'єднані війська Чера та Чоли, захопивши порт Вірінам. Тоді ж прийняв титул муммуді Чола (повелитель Чоли, Чера та Пандья).
У 994 році Раджараджа вдерся до Шрі-Ланки, де переміг Махінду V, раджу Сінґали, й захопив його столицю Анурадхапуру. Ці землі були сильно пограбовані військами Чола, які вивезли значні кошти. Водночас раджараджа захопив північну частину острова, зробивши тут своєю столицею місто Полоннарува, перейменувавши його на Янанатамангалам. Раджараджа багато зробив для розбудови військового і торговельного флота, зробивши головною базою місто Нагапаттінам. Його флот підкорив Мальдівські острови, згодом досяг Нікобарських та Андаманських островів. Зрештою став контролювати територію Бенгальської затоки, води між Шрі-ланкою й теперішньою Індонезією.
Вслід за цим Раджараджа звернувся на північ. У 998 році розпочав війну з династією Гангів, підкорив їх протягом року, приєднавши землі на території сучасного штату Карнатака. Після чого вступив у конфлікт з державою Західних Чалук'їв. Під час напруженої війни Раджараджа I завдав їм поразки, захопивши у 1002 році колишню столицю Раштракутів — Ман'якхету. У 1003 році правитель Чола знову завдав поразки Західним Чалук'ям та їх союзникам Східним Чалук'ям. У 1006 році розбив державу Хойсалів. У 1007—1008 році ще раз рушив у похід на північ, проте цього разу не зміг здолати Західних Чалук'їв — Ман'якхета цього разу витримала облогу. Водночас зумів розколоти союз Чалук'їв, уклавши династичну угоду зі Східними Чалук'ями.

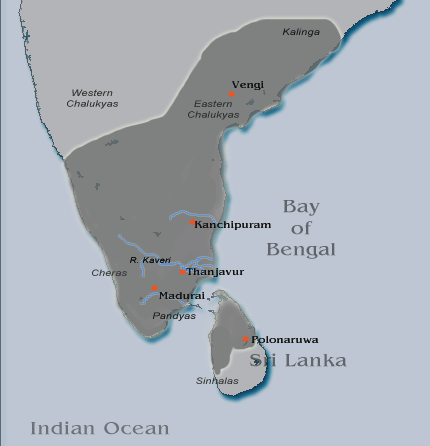
Імперія Чола за правління Раджараджи I

У 1008 році правителі Чери та Пандьї повстали проти влади Чола. Тому Раджараджа I виступив проти них, здобувши блискучу перемогу при Удагаї.
Вслід за цим війська Раджраджи вдерлася до держави Калінга (на території сучасного штату Андхра-Прадеш) й підкорили її. У 1010 році укладає союз змахараджою Бходжею Парамара з Малви для боротьби із Західними Чалук'ями. Після його смерті у 1014 році владу перебрав його син Раджендра Чола I.

#### Внутрішня політика
Раджараджа I здебільшого підтримував шиваїзм та вішнуїзм. При ньому буддистські святині Шрі-ланки зазнали паплюження. Для звеличення себе та династії наказав побудувати у Тханджавурі храм, присвячений богу Шиві, який отримав назву Брахідеешварар. Його було завершено у 1010 році. З часом став підтримувати буддистів і не тільки у своїй державі, а виступив захисником скрізь, де мав вплив.
Для зміцнення своїх позицій всередині країни став надавати брахманам земельні наділи (брахмадейя), що забезпечило Раджараджі підтримку з боку жерців. Водночас вперше в південноіндійській державі було створено ефективний бюрократичний апарат, який тримав під суворим контролем через систему на кшталт аудиту. Раджараджею I впровадилася податкова система, що сприяла розвитку ремісництва та торгівлі, почалася карбуватися золота монета. При цьому Раджараджа приділяв багато уваги становищу селян, зберігаючи внутрішню автономію сільських громад.